# Ericerodes angulatus
Ericerodes angulatus is een krabbensoort uit de familie van de Inachidae. De wetenschappelijke naam van de soort is voor het eerst geldig gepubliceerd in 1931 door Finnegan.